# 라담섬
현지에서 풍구 키짐카지, 풍구 음바라카로 알려진 라담섬(Latham)은 잔지바르 제도에서 상대적으로 고립되어 있는 작은 섬이다. 역사적으로 1898년부터 잔지바르의 통치 아래 있었다.

## 역사
섬은 풍구 키짐카지 외에도 여러 현지 이름이 있다. 그 중 가장 주목할만한 이름인 '풍구 라 음바락(Fungu la Mbarak)'은 잔지바르의 술탄 '세이드 바르가사(Seyid Barghash)'의 통치 기간에 여기서 잔해를 모을 수 있는 권리를 가진 아랍인의 이름을 딴 것이다. 이 섬은 16세기 초에 포르투갈 지도에 먼저 등장했지만 1758년에 이 섬을 재발견한 영국동인도회사의 '라담(Latham)'에게서 이름을 따왔다.

## 지리
라담섬은 웅구자섬 동남쪽 60 km(37 마일), 다르에스살람에서 동쪽으로 66 km(41 마일)에 위치한 평평한 산호섬이다. 길이 약 300 미터 (980 ft), 너비 300 미터 (980 ft)이며 면적은 3 헥타르 (7.4 ac)이다. 섬은 주변이 암초로 둘러싸여 있으며, 대륙붕에서 떨어져 있고 주변이 깊은 바다로 둘러싸여 있어 해양성이다.

## 생태
이 섬은 다양한 조류 종의 중요한 번식지로 버드라이프 인터네셔널에서 중요 조류 지역으로 지정했다. 또 라담섬은 바다거북에게도 매우 중요한 곳이다.